# Wim Brioen
Willem M. F. (Wim) Brioen (Lier, 1954) is een Vlaamse gitarist.
Hij volgde de humaniora van het Sint-Gummaruscollege en doorliep vlot de Lierse muziekacademie. Nog voor zijn afstuderen gaf hij er al op zijn beurt les aan beginnende gitaristen; hij combineerde er ook de muziekstudies met beeldende kunsten. Hij koos dan voor het Koninklijk Muziekconservatorium te Gent waar hij het "Hoger Diploma" gitaar behaalde. Hij voltooide zijn gitaarstudie aan het Antwerps conservatorium met een "eerste prijs", studeerde nog bij Alexander Lagoya en aan het Conservatorium van Parijs.

Reeds in 1970 was hij laureaat van de jongerenwedstrijd Pro Civitate en won een jaar later een 4e prijs aan de internationale gitaarwedstrijd van Alessandria in Italië. In 1980 was Wim Brioen laureaat van de "Tenuto"-wedstrijd van de VRT. Het laureatenconcert "Concierto de Aranjuez" van Joaquín Rodrigo dat toen werd uitgezonden, was zowat zijn doorbraak in België. Hetzelfde jaar werd hij ook nog laureaat van het internationale muziekwedstrijd "Heitor Villa-Lobos" in Rio de Janeiro.

Hij kreeg ook erkenning, door enkele composities die voor hem werden geschreven, onder meer van Jozef Van Looy, Peter Cabus, Piet Swerts, Jan Van Der Roost, Marc Verhaegen e.a. Ook als leraar geniet hij een goede reputatie, en heeft al enkele succesvolle solisten onder zijn (oud-)studenten, zoals Tom Van Eygen.

Baanbrekend (wereldprimeur) was zijn creatie van muziek voor beiaard en gitaar.
Behalve in het klassieke repertoire, verdiepte hij zich in de Spaanse klassieke gitaarmuziek. Veel van zijn concertwerk werd ook op cd uitgegeven.
- International Standard Name Identifier: 0000 0000 4156 0072
- Library of Congress Control Number: no98007477
- MusicBrainz: 9fae99f9-7086-48bb-afcd-3d608efc9fb8
- Virtual International Authority File: 56222400
- WorldCat: E39PBJyRwWCPbKbMXxgP3WXjmd